# HMY Britannia
HMY Britannia é o antigo iate real da Família real britânica, em especial, da Rainha Elizabeth II, sendo o 83º navio a servir a monarquia desde a coroação de Charles II em 1660. Transportou a família real em várias viagens oficias durante mais de 30 anos e atualmente está ancorado permanentemente como navio-museu em Edimburgo, Escócia.

## História
O HMY Britannia foi construído em Clydebank, West Dunbartonshire, e lançando oficialmente em 16 de abril de 1953 pela rainha Elizabeth II. Seu projeto inclui três mastros: um mastro mediano de 41 metros, o mastro principal de 42 m, e o mastor menor de 36 m. Curiosamente, o Britannia foi planejado para se converter em um navio-hospital durante uma eventual guerra.
Durante sua carreira como Iate Real, o Britannia transportou a Família real em 696 visitas oficias e 272 visitas em território britânico, totalizando 1 087 623 milhas navegadas. Em 1959, realizou uma de suas maiores viagens: atravessou o recém-inaugurado Canal de São Lourenço durante uma viagem para Chicago, fazendo da Rainha o primeiro monarca britânica a visitar a cidade. O presidente Dwight D. Eisenhower também embarcou no navio junto à Família Real. Anos depois, os presidentes Gerald Ford e Ronald Reagan também se acomodariam no "iate real".
Foi aposentado em 1997.